# Vrh nad Želimljami
Vrh nad Želimljami este o localitate din comuna Škofljica, Slovenia, cu o populație de 293 de locuitori.